# ویچر: نغمه‌هایی از اعماق
ویچر: نغمه‌هایی از اعماق (انگلیسی: The Witcher: Sirens of the Deep) یک فیلم پویانمایی درام فانتزی بزرگسالان محصول سال ۲۰۲۵ است که به عنوان اسپین‌آف مجموعه نتفلیکس ویچر عمل می‌کند. این فیلم اقتباسی آزاد از داستان کوتاه «یک فداکاری کوچک» اثر آندژی ساپکوفسکی است.
گرالت از ریویا، شکارچی هیولاهای جهش یافته، که برای بررسی حملات دهکده‌های ساحلی استخدام شده است، درگیری قدیمی بین انسان‌ها و مردم دریا را کشف می‌کند که جنگ بین پادشاهی‌ها را تهدید می‌کند. با کمک متحدان، او تصمیم می‌گیرد تا راز را قبل از تشدید خصومت‌ها حل کند.

## داستان
پس از حادثه‌ای که منجر به ترکیب سر یک سگ و بدن یک افسر پلیس می‌شود، داگ‌من به‌عنوان قهرمانی جدید ظهور می‌کند. او با مهارت‌های منحصر به فرد خود، در برابر پیتی، گربه‌ای شرور و دشمن قسم‌خورده‌اش، می‌ایستد و در این مسیر با چالش‌های مختلفی روبه‌رو می‌شود.

## بازخوردها
- در وب‌سایت جمع‌آوری نقد راتن تومیتوز از ۱۸ نقد منتقد، با میانگین امتیاز ۵٫۶ از ۱۰ مثبت است.
- در متاکریتیک که از میانگین وزنی استفاده می‌کند، بر اساس رای ۸ منتقد، امتیاز ۵۴ از ۱۰۰ را به فیلم اختصاص داده است که نشان دهنده نقدهای «مختلط یا متوسط» است.